# Girnik (Lugansk)
Girnik (en ucraniano: Гірник, lit. 'Hirnyk'; en ruso: Горняк, romanizado: Gorniak) es un asentamiento urbano ucraniano perteneciente al óblast de Lugansk. Situado en el este del país, hasta 2020 era parte del área municipal de Rovenki, pero hoy es parte del raión de Rovenki y del municipio (hromada) de Mijáilivka.
El asentamiento se encuentra ocupado por Rusia desde la guerra del Dombás, siendo administrada como parte de la de facto República Popular de Lugansk y luego ilegalmente integrada en Rusia como parte de la República Popular de Lugansk rusa.

## Geografía
Girnik está a orillas del río Yuskina, 4 km al este de Mijáilivka, 10 km al sureste de Antratsit, 14 km al sureste de Rovenki y 54 km al sur de Lugansk.

## Historia
Girnik fue fundado en 1962 como un pueblo minero por mineros con sus familias que trabajaban en la mina No. Chapaev. En 1969 Girnik fue elevado a un asentamiento de tipo urbano. Durante su apogeo, la escuela de ocho años Chapaevskaya y un jardín de infancia funcionaron en el pueblo, se construyeron varios edificios de apartamentos de dos pisos, una cantina y varias tiendas.
Después de la declaración de independencia de Ucrania, el tamaño de la minería del carbón se redujo considerablemente, la mina se cerró y los jóvenes se vieron obligados a emigrar a la ciudad.
En abril de 2014, durante la guerra del Dombás, los separatistas prorrusos tomaron el control de Girnik y desde entonces está controlado por la autoproclamada República Popular de Lugansk.

## Demografía
La evolución de la población entre 1989 y 2022 fue la siguiente:
| 1099                                                          | 907 | 817 | 795 | 776 | 771 | 769 |
| (Fuente: Cities & Towns of Ukraine y UKRAINE: Größere Städte) |     |     |     |     |     |     |

Según el censo de 2001, la lengua materna de la mayoría de los habitantes, el 77,84%, es el ruso; del 21,83% es el ucraniano.

## Infraestructura

### Transporte
La autopista M-03 recorre 3 km al oeste de Girnik.